# Davidsea attenuata
Davidsea attenuata är en gräsart som först beskrevs av George Henry Kendrick Thwaites, och fick sitt nu gällande namn av Thomas Robert Soderstrom och R.P. Ellis. Davidsea attenuata ingår i släktet Davidsea, och familjen gräs. Inga underarter finns listade i Catalogue of Life.